# Acalolepta formosana
Acalolepta formosana är en skalbaggsart som först beskrevs av Stefan von Breuning 1935.  Acalolepta formosana ingår i släktet Acalolepta och familjen långhorningar.
Artens utbredningsområde är Taiwan. Inga underarter finns listade i Catalogue of Life.